# ドラッカーメダル
ドラッカーメダル(英:Drucker Medal)は、アメリカ機械学会の応用力学支部が1997年に創設した賞である。応用力学及び機械工学に顕著な業績を上げた研究者に与えられる。塑性及びその金属構造の分析や設計への応用で国際的に知られたダニエル・C・ドラッカーを称えて創設された。受賞者はメダルと報奨金を得る。

## ノミネートの手順
ドラッカーメダル委員会は、過去の同賞受賞者5人、アメリカ機械学会応用力学支部執行委員会の委員5人、アメリカ機械学会会長経験者5人から構成される。世界中の応用力学者コミュニティからの推薦を受け、委員会は毎年1人の候補者をノミネートし、学会がこれを承認する。これまで、学会が委員会のノミネートを覆した例は報告されていない。

## 受賞者
出典: ASME
- 1998年 - ダニエル・C・ドラッカー
- 1999年 - w:Ascher H. Shapiro
- 2000年 - w:Philip G. Hodge
- 2001年 - w:Bruno A. Boley
- 2002年 - George J. Dvorak
- 2003年 - Leon M. Keer
- 2004年 - w:Frank A. MaClintock
- 2005年 - Robert L. Taylor
- 2006年 - アラン・ニードルマン
- 2007年 - w:Albert S. Kobayashi
- 2008年 - Thomas C.T. Ting
- 2009年 - James R. Barber
- 2010年 - w:Rohan Abeyaratne
- 2011年 - w:John Rudnicki
- 2012年 - w:James W. Dally
- 2013年 - 黄永剛
- 2014年 - w:Lallit Anand
- 2015年 - Krishnaswami Ravi-Chandar
- 2016年 - 金京淑
- 2017年 - David M. Parks
- 2018年 - David M. Barnett
- 2019年 - John L. Bassani
- 2020年 - Glaucio H. Paulino
- 2021年 - Markus J. Buehler
- 2022年 - Horacio D. Espinosa
- 2023年 - Arun Shukla